# 嘉積小鰾鮈
嘉积小鰾鮈（学名：Microphysogobio kachekensis）为輻鰭魚綱鯉形目鲤科小鰾鮈屬的鱼类，是中国的特有物种。分布于海南岛嘉积等，體長可達6.2公分。该物种的模式产地在海南岛嘉积。

## 扩展阅读
維基物種上的相關：嘉积小鰾鮈